# Битва при Нердлінгені (1634)
Битва при Нердлінгені (нім. Schlacht bei Nördlingen; ісп. Batalla de Nördlingen; швед. Slaget vid Nördlingen) — 6-7 вересня 1634 року одна з найбільших битв тридцятилітньої війни.
До початку битви розклад сил між Габсбургами та протестантами характеризувався послабленням Швеції (причиною цьому була загибель шведського короля Густава ІІ Адольфа в битві під Лютценом 16 листопала 1632 року), та наявністю передумов для консолідації сил іспанських та австрійських Габсбургів.
До 1634 року шведи та їхні німецькі союзники окупували більшу частину південної Німеччини. Це дозволило їм заблокувати Іспанську дорогу, сухопутний шлях постачання, що проходить з Італії до Фландрії, який використовувався іспанцями для підтримки їхньої війни проти Голландської Республіки. Прагнучи відновити це, іспанська армія під командуванням кардинала-інфанта з’єдналася з імперськими силами поблизу Нердлінгена, який утримував шведський гарнізон.
Горн і Бернард Саксен-Веймарський рушили на допомогу, але значно недооцінили чисельність ворожих військ, з якою вони зіткнулися. Після обмежених боїв 5 вересня 6-го вони розпочали серію штурмів на південь від Нердлінгена, які всі були відбиті. Більша чисельність означала, що іспансько-імперські командири могли постійно зміцнювати свої позиції, і Горн зрештою почав відступати. Коли вони це зробили, їх обійшла імперська кавалерія, і армія протестантів розвалилася.
Поразка мала далекосяжні територіальні та стратегічні наслідки. Шведи вийшли з Баварії, і в травні 1635 року через Празький мир їхні німецькі союзники уклали мир з імператором Фердинандом II. Тепер Франція втрутилася від імені Швеції та Голландської республіки і оголосила війну Іспанії та вступила в Тридцятилітню війну як активна воююча сторона.